# آنالیز حقیقی
آنالیز حقیقی ( تئوری توابع یک متغیر حقیقی) ،یکی از شاخه‌های ریاضیات است که به مطالعهٔ رفتار و ویژگی‌های توابع حقیقی می‌پردازد. در این رشته مفاهیمی چون دنباله‌ها و حد آنها، پیوستگی، دیفرانسیل، انتگرال و دنباله توابع مطالعه می‌شود. آنالیز حقیقی در محدوده اعداد حقیقی مطرح است.